# Округ Ранелс (Тексас)
Округ Ранелс (енгл. Runnels County) је округ у америчкој савезној држави Тексас. По попису из 2010. године број становника је 10.501.

## Демографија
Према попису становништва из 2010. у округу је живело 10.501 становника, што је 994 (8,6%) становника мање него 2000. године.
| Група             | 2000.         | 2010.         |
| Белци             | 7.793 (67,8%) | 6.841 (65,1%) |
| Афроамериканци    | 161 (1,4%)    | 192 (1,8%)    |
| Азијати           | 37 (0,3%)     | 21 (0,2%)     |
| Хиспаноамериканци | 3.372 (29,3%) | 3.361 (32,0%) |
| Укупно            | 11.495        | 10.501        |